# 가극 소녀!!
가극 소녀!!(일본어: かげきしょうじょ!!)는 사이키 쿠미코가 원작한 일본의 만화 작품이다. 가극 소녀!(일본어: かげきしょうじょ!)로서 『점프 카이』(슈에이샤)에서 2012년 6월호부터 2014년 11월호까지 연재되었다. 그 후 같은 잡지의 휴간에 수반해, 타이틀을 「가극 소녀!!」라고 개제해 「MELODY」(하쿠센샤)에서 2015년 4월호부터 연재중. 2019년 3월 5일에 슈에이샤판을 재편집한 가극 소녀!! 시즌 제로(일본어: かげきしょうじょ!! シーズンゼロ)가 하나와 유메 코믹스 스페셜(하쿠센샤)에서 간행되었다.

## 줄거리
다이쇼(大正)에 창단된 "홍화가극단"은 미혼 여성들로만 구성된 아름다운 무대이다. 이를 육성하는 홍화가극음악학교에서는 매년 경쟁률을 뚫고 나온 여학생들이 입학한다. 와타나베 사라사를 포함한 제 100기생들은, 희망이나 갈등을 안으면서 미래의 스타가 되기 위해서 날마다 분전한다.